# 14 Librae
14 Librae är en vit stjärna i huvudserien i Vattenormens stjärnbild. Trots sin Flamsteed-beteckning tillhör den inte Vågens stjärnbild. Den ligger på gränsen mellan stjärnbilderna och fick byta tillhörighet vid översynen av gränser mellan stjärnbilderna år 1930 och benämns efter bytet av stjärnbild ofta med sin HD-beteckning, HD 131992.
14 Librae har visuell magnitud +6,95 och kräver fältkikare för att kunna observeras. Den befinner sig på ett avstånd av ungefär 390 ljusår.